# Мурза (курган)
Мурза́ — курган (могила) на півдні Молдовської височини. Розташований в межах Кагульського району Молдови.
Знаходиться на східній околиці села Крігана-Веке. Висота — 187 м. Курган вкритий полями.
| Молдова | Це незавершена стаття з географії Молдови. Ви можете допомогти проєкту, виправивши або дописавши її. |